# Concursul Eurovision pentru tineri dansatori 2013
A noua ediție a Concursului Eurovision pentru tineri dansatori s-a desfășurat în Polonia, la Gdansk, pe 14 iunie 2013. Au participat 10 țǎri, câștigǎtoarea fiind Olanda.